# Gołębik duży
Gołębik duży (Leptotila jamaicensis) – gatunek średniej wielkości ptaka z rodziny gołębiowatych (Columbidae), zamieszkujący Amerykę Środkową. Nie jest zagrożony wyginięciem.

## Podgatunki i zasięg występowania
Wyróżnia się cztery podgatunki Leptotila jamaicensis:
- L. j. collaris (Cory, 1886) – Kajmany
- L. j. gaumeri (Lawrence, 1885) – północna część półwyspu Jukatan, Isla Mujeres, Isla Holbox i Cozumel (południowo-wschodni Meksyk), Ambergris Caye (Belize) i wyspy u północnego wybrzeża Hondurasu (w tym Roatán)
- L. j. jamaicensis (Linnaeus, 1766) – Jamajka. Introdukowany na wyspie New Providence na Bahamach[6].
- L. j. neoxena (Cory, 1887) – wyspa San Andrés (na wschód od Nikaragui, ale należąca do Kolumbii)

## Morfologia
| długość        | 272–331 mm |
| ogon           | 97–117 mm  |
| skrzydło       | 146–162 mm |
| środkowy palec | 22,5–25 mm |
| skok           | 29–32,5 mm |

Dorosłe osobniki ważą od 117 do 190 g. Samice są podobne do samców, mają bardziej matową opalizację na tyle szyi.

## Ekologia i zachowanie

### Środowisko
Przeważnie spotykane na ziemi w półsuchych lasach do wysokości 2000 m n.p.m. Są też pospolite w sadach i ogrodach.

### Pożywienie
Gołębiki duże żywią się nasionami, drobnymi owocami, owadami, larwami i małymi ślimakami. Żerują samotnie, w parach lub małych rodzinnych grupach na dnie lasu, ale także zjadają owoce i orzechy z drzew lub krzewów. Chętnie korzystają z karmników dla ptaków w ogrodach.
Żerowanie odbywa się zwykle na ziemi wśród ściółki leśnej lub wzdłuż krawędzi lasu.

### Rozród
Większość lęgów odbywa się między marcem a majem. Pary są monogamiczne. Samce w celu przyciągnięcia samic wykonują pokazy zalotów, podczas których przechylają głowę i stroszą pióra szyi i klatki piersiowej, jednocześnie delikatnie nawołując.
Gniazdo jest dość duże i zazwyczaj składa się z delikatnej platformy z gałązek, wyścielonej korzonkami, umieszczonej na gęstym, niskim drzewie lub krzewie – zwykle nie więcej niż 10 stóp (3 metry) nad ziemią. Jednak czasami gnieżdżą się na ziemi. W zniesieniu 2 białe jaja, ich inkubacja trwa około 14 dni.

## Status
IUCN nieprzerwanie od 1988 roku uznaje gołębika dużego za gatunek najmniejszej troski (LC, Least Concern). Organizacja Partners in Flight w 2019 roku szacowała, że światowa populacja mieści się w przedziale 50 000 – 499 999 dojrzałych osobników. Pomimo faktu, że populacja wydaje się maleć, nie uważa się, aby spadek ten był wystarczająco szybki, aby zbliżyć się do (>30% spadku w ciągu dziesięciu lat lub trzech pokoleń). Populacja jest bardzo duża, a zatem nie zbliża się do progów dla gatunków podatnych na zagrożenia w ramach kryterium wielkości (<10 000 dojrzałych osobników). Z tych powodów gatunek jest oceniany jako najmniejszej troski.

## Galeria

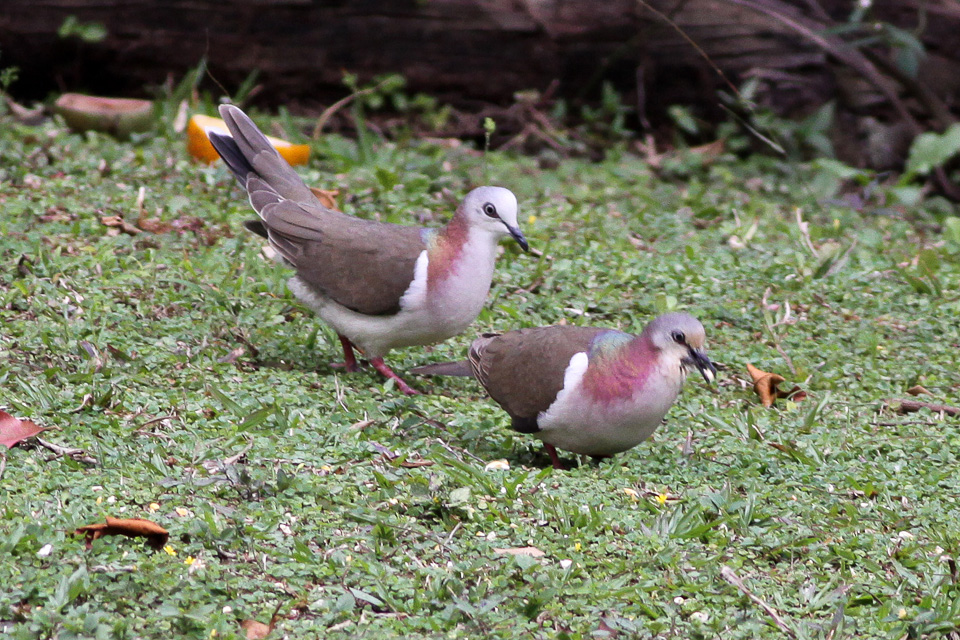
Para gołębików dużych
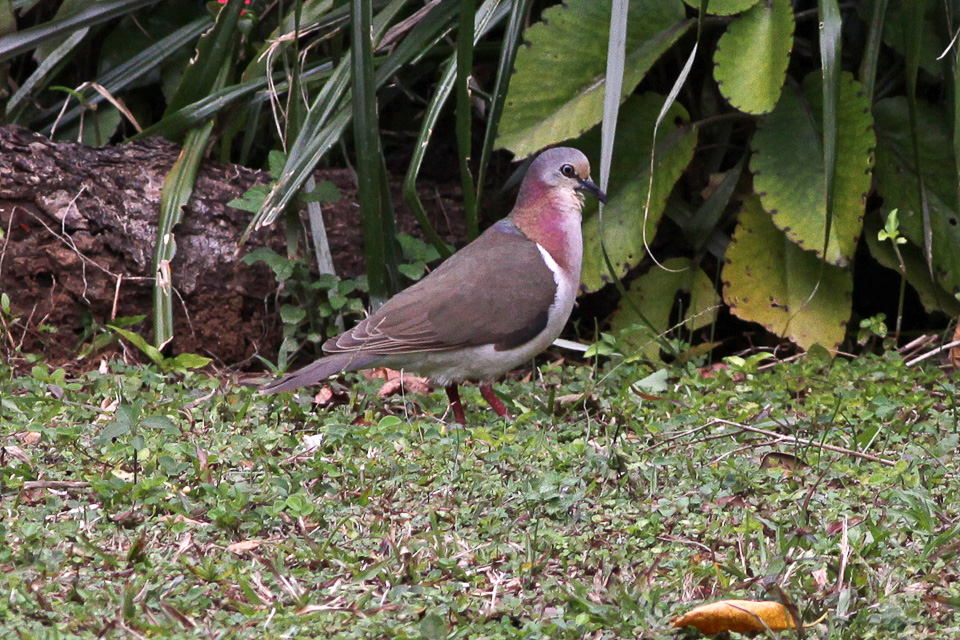
Pojedynczy osobnik
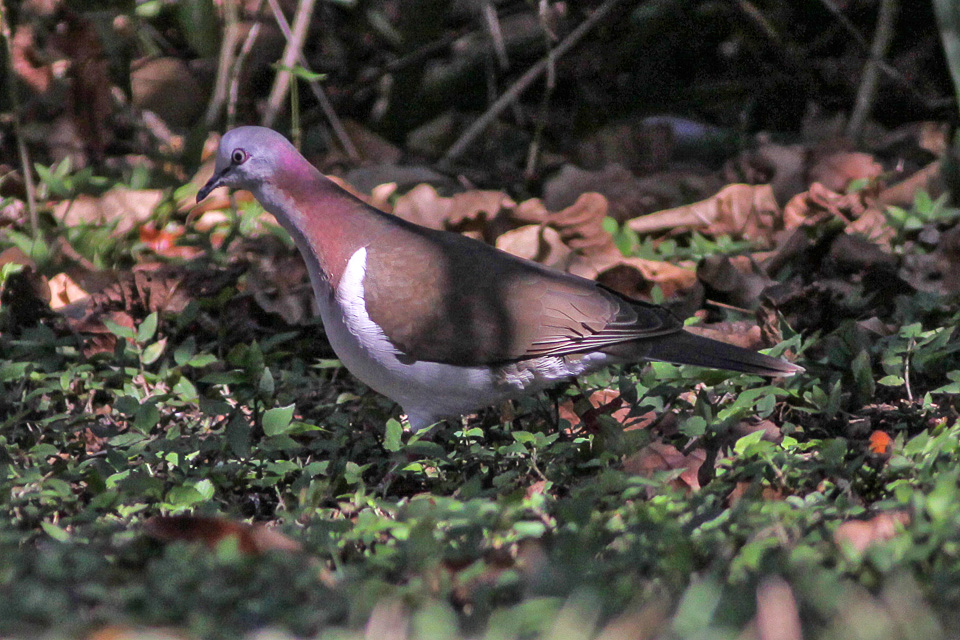
Pojedynczy osobnik